# Andeswinterkoning
De Andeswinterkoning (Pheugopedius mystacalis; synoniem: Thryothorus mystacalis) is een zangvogel uit de familie Troglodytidae (winterkoningen).

## Verspreiding en leefgebied
Deze soort telt 8 ondersoorten:
- P. m. consobrinus: noordwestelijk Venezuela.
- P. m. ruficaudatus: noordelijk Venezuela.
- P. m. tachirensis: zuidwestelijk Venezuela.
- P. m. saltuensis: westelijk Colombia.
- P. m. yananchae: zuidwestelijk Colombia.
- P. m. mystacalis: zuidelijk Colombia en westelijk Ecuador.
- P. m. macrurus: het westelijke deel van Centraal-Colombia.
- P. m. amaurogaster: centraal Colombia.